# Wiesmann Roadster MF3
Der MF3 ist ein Roadster des Dülmener Unternehmens Wiesmann, der von 1993 bis 2011 hergestellt wurde. Während der gesamten Bauzeit war der MF3 das Einstiegsmodell des Herstellers.
Im Gegensatz zu den neueren Baureihen MF4 und MF5 nach 2009, die sowohl als Roadster wie auch als Coupé gefertigt wurden, gab es den MF3 nur als Roadster.

## Modellgeschichte
Der Roadster MF3 debütierte 1993. 2001 wurde auf den neuen BMW-Motor S54 umgestellt.
2011 wurde zunächst zum 20. Firmenjubiläum das auf 30 Exemplare limitierte Sondermodell Sportiv vorgestellt, im September desselben Jahres wurde die Final Edition vorgestellt. Dieses Modell war auf 18 Stück limitiert; jedes einzelne Fahrzeug war von den Designern Christian und Michael Sieger gestaltet und bekam einen eigenen Namen. Die technischen Daten blieben gleich. Der Grundpreis des Sondermodells belief sich auf 119.900 €.
Ein Modell im Maßstab 1:1 aus Beton steht beim Bahnhof Flüelen.

## Technik

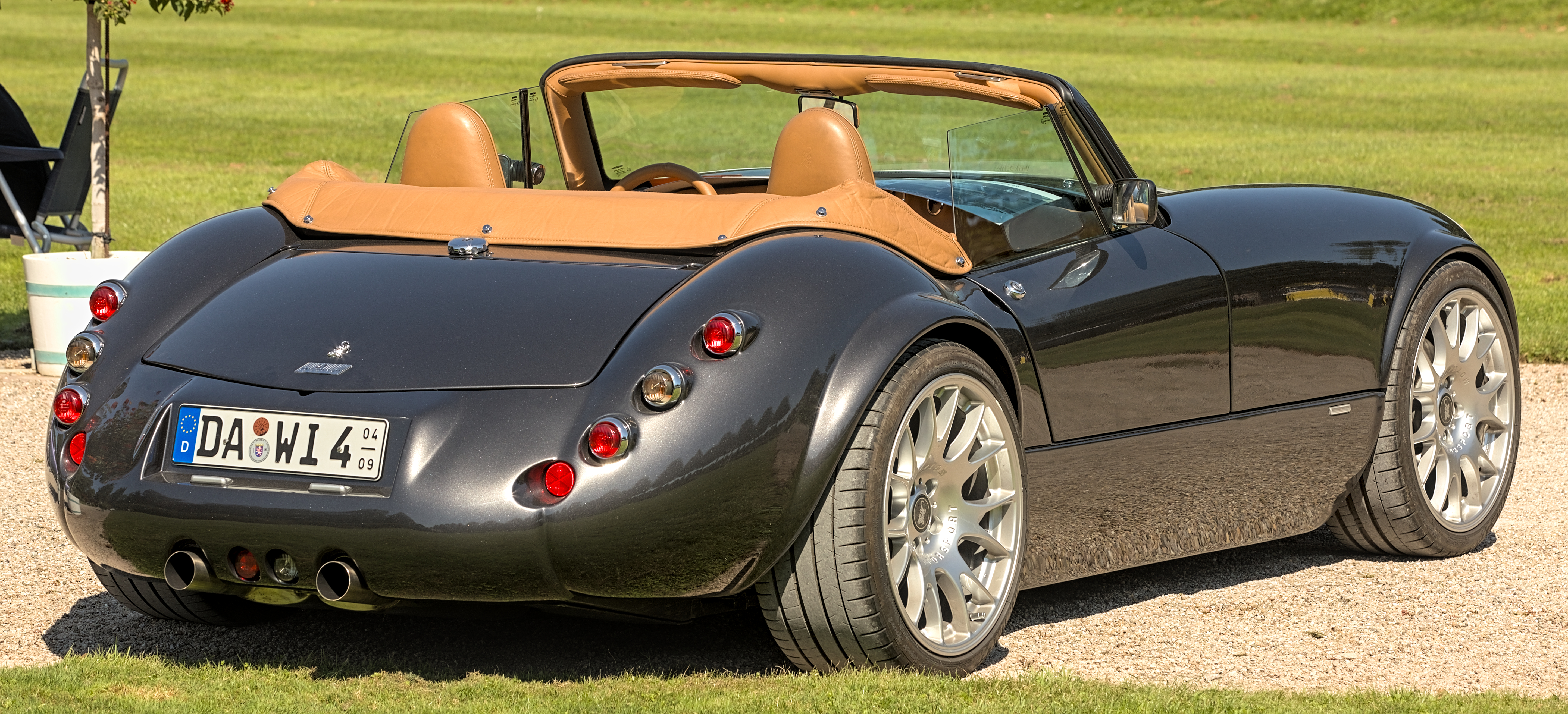
Heckansicht

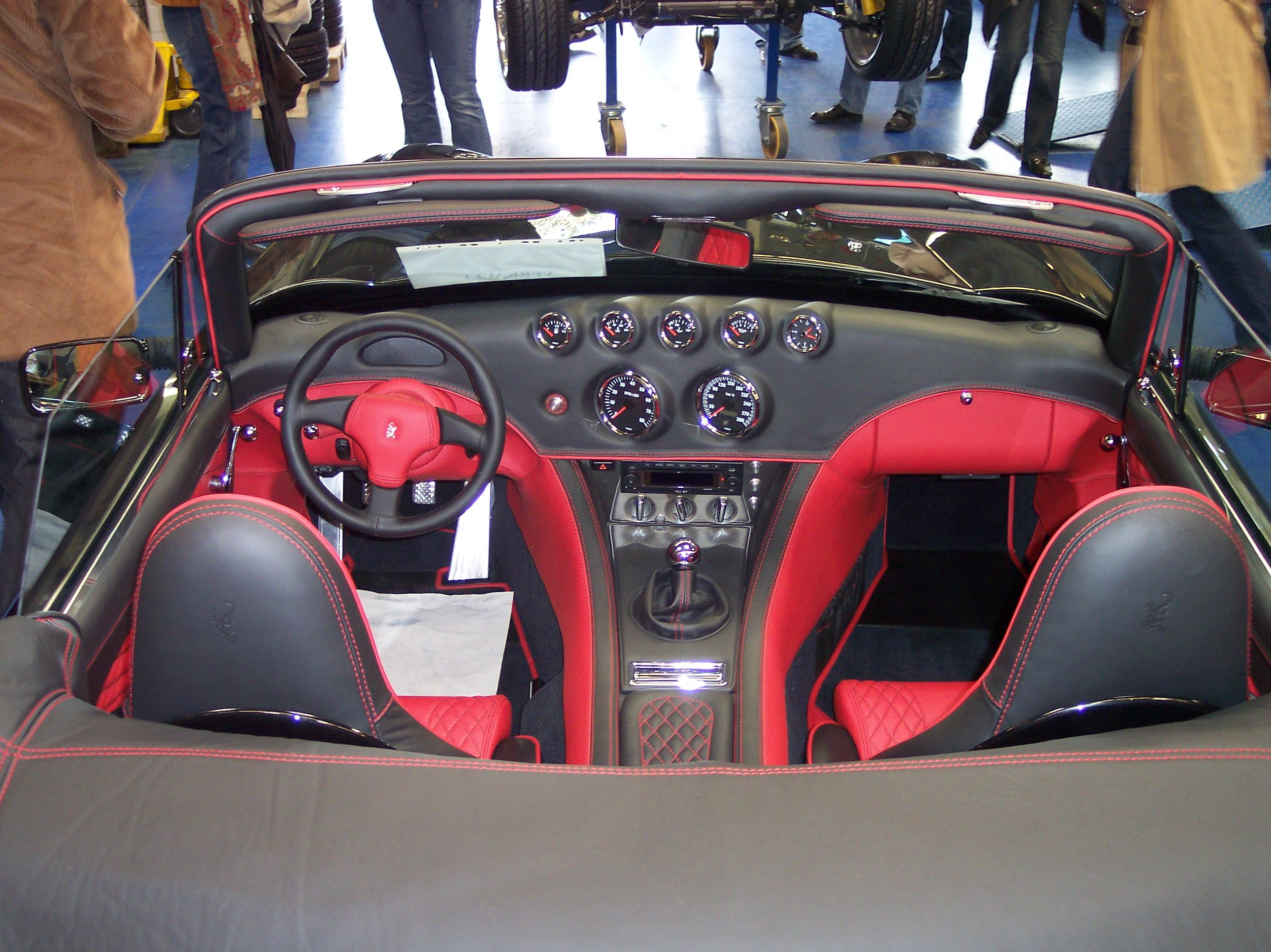
Cockpit

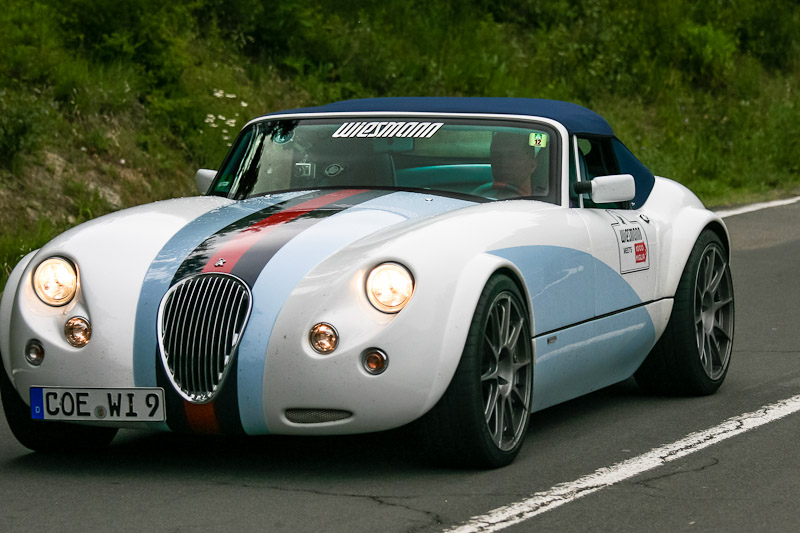
Final Edition

Die Karosserie des MF3 besteht aus Glasfaserverstärktem Kunststoff. Das Modell wurde auf dem Chassis des Vorgängermodells Wiesmann MF30 aufgebaut, war allerdings eine technische Weiterentwicklung. Der S50-Motor und Antriebsstrang stammt von dem BMW M3 (E36). Hier wie dort leistete der Reihensechszylinder mit 3201 cm³ 321 PS.
2001 wurde der Motor des Roadsters durch den S54 aus dem neuen M3 ersetzt. Der Hubraum betrug nun 3246 cm³, die Leistung stieg wie beim M3 auf 343 PS. Außerdem wurde der neue MF3 mit einem 6-Gang-Schaltgetriebe anstatt der alten 5-Gang-Schaltung ausgerüstet. Diese Variante blieb bis zum Produktionsende 2011 im Programm und war das Einstiegsmodell von Wiesmann. Der MF3 hat keinen Beifahrerairbag.

## Technische Daten
| Wiesmann Roadster               | MF3.1                        | MF3.2                        |
| ------------------------------- | ---------------------------- | ---------------------------- |
| Bauzeit                         | 1993–2000                    | 2001–2011                    |
| Motorcode                       | S50B32                       | S54B32                       |
| Motorbauart                     | Reihen-Sechszylinder         | Reihen-Sechszylinder         |
| Bohrung × Hub                   | 86,4 mm × 91,0 mm            | 87,0 mm × 91,0 mm            |
| Hubraum                         | 3201 cm³                     | 3246 cm³                     |
| Verdichtung                     | 11,3 : 1                     | 11,5 : 1                     |
| max. Leistung                   | 236 kW (321 PS) bei 7400/min | 252 kW (343 PS) bei 7900/min |
| max. Drehmoment                 | 350 Nm bei 3250/min          | 365 Nm bei 4900/min          |
| Getriebe                        | 5-Gang-Schaltgetriebe        | 6-Gang-Schaltgetriebe        |
| Höchstgeschwindigkeit           | 251 km/h                     | 255 km/h                     |
| Beschleunigung, 0–100 km/h      | 6,0 s                        | 4,9 s                        |
| Leergewicht                     | 1180 kg                      | 1180 kg                      |
| Kraftstoffverbrauch in l/100 km | 15,0 SP                      | 11,9 SP                      |